# Vertical Limit
Vertical Limit är en amerikansk action-äventyrsfilm som hade premiär i Sverige 26 januari 2001. Filmen regisserades av Martin Campbell.

## Handling
Filmen handlar om ett gäng bergsklättrare som ska bestiga berget K2. Gänget leds av en miljardär. Klättringen misslyckas då en lavin skapas och några omkommer. De kvarvarande försöker sedan rädda sig själva ner för berget.

## Rollista
| Chris O'Donnell   | – Peter Garrett     |
| Robin Tunney      | – Annie Garrett     |
| Stuart Wilson     | – Royce Garrett     |
| Scott Glenn       | – Montgomery Wick   |
| Ben Mendelsohn    | – Malcolm Bench     |
| Izabella Scorupco | – Monique Aubertine |
| Bill Paxton       | – Elliot Vaughn     |
| Alexander Siddig  | – Kareem Nazir      |
| Temuera Morrison  | – Major Rasul       |
| Augie Davis       | – Aziz              |
| Nicholas Lea      | – Tom McLaren       |
| Rod Brown         | – Ali Hasan         |
| Steve Le Marquand | – Cyril Bench       |